# Drepanogynis epione
Drepanogynis epione là một loài bướm đêm trong họ Geometridae.